# SV Friedrichsort
SV Friedrichsort – niemiecki klub sportowy z Kilonii w kraju związkowym (Szlezwik-Holsztyn). Klub powstawał 28. Września 1945 poprzez fuzję Turn- und Sportverein Friedrichsort von 1890 z Freie Turnerschaft Friedrichsort und Umgebung oraz Sport-Club Friedrichsort von 1908 w dzielnicy miasta Friedrichsort.

## Historia
- 1923 - został założony jako Turn- und Sportverein Friedrichsort von 1890
- 1945 - został rozwiązany
- 1945 - został na nowo założony jako SV Friedrichsort – fuzja TuS Friedrichsort 1890 z Freie Turnerschaft Friedrichsort und Umgebung oraz SC Friedrichsort 1908

## Sukcesy
- 3 sezony w Regionallidze Północ (2. poziom): 1963/64-1965/66.